# Keithroy Freeman
Keithroy Junior Royston Freeman (Parrocchia di Saint Paul Capisterre, 16 ottobre 1993) è un calciatore nevisiano, attaccante del St. Paul's Utd e della nazionale nevisiana.

## Carriera

### Nazionale
Ha debuttato con la nazionale maggiore il 22 febbraio 2016, nell'amichevole vinta per 3-0 contro Bermuda.
Ha segnato il suo primo gol in nazionale il 28 marzo 2021, con una doppietta nel 4-0 alle Bahamas, valido per le qualificazioni ai Mondiali 2022.

## Statistiche

### Cronologia presenze e reti in nazionale
Aggiornato al 23 maggio 2023

| Cronologia completa delle presenze e delle reti in nazionale ― Saint Kitts e Nevis | Cronologia completa delle presenze e delle reti in nazionale ― Saint Kitts e Nevis | Cronologia completa delle presenze e delle reti in nazionale ― Saint Kitts e Nevis | Cronologia completa delle presenze e delle reti in nazionale ― Saint Kitts e Nevis | Cronologia completa delle presenze e delle reti in nazionale ― Saint Kitts e Nevis | Cronologia completa delle presenze e delle reti in nazionale ― Saint Kitts e Nevis | Cronologia completa delle presenze e delle reti in nazionale ― Saint Kitts e Nevis | Cronologia completa delle presenze e delle reti in nazionale ― Saint Kitts e Nevis |
| Data                                                                               | Città                                                                              | In casa                                                                            | Risultato                                                                          | Ospiti                                                                             | Competizione                                                                       | Reti                                                                               | Note                                                                               |
| ---------------------------------------------------------------------------------- | ---------------------------------------------------------------------------------- | ---------------------------------------------------------------------------------- | ---------------------------------------------------------------------------------- | ---------------------------------------------------------------------------------- | ---------------------------------------------------------------------------------- | ---------------------------------------------------------------------------------- | ---------------------------------------------------------------------------------- |
| 22-3-2016                                                                          | Basseterre                                                                         | Saint Kitts e Nevis                                                                | 3 – 0                                                                              | Bermuda                                                                            | Amichevole                                                                         | -                                                                                  | 66’                                                                                |
| 7-6-2016                                                                           | Kingstown                                                                          | Saint Vincent e Grenadine                                                          | 0 – 1                                                                              | Saint Kitts e Nevis                                                                | Q. Coppa dei Caraibi 2017                                                          | -                                                                                  | 89’                                                                                |
| 1-9-2016                                                                           | Managua                                                                            | Nicaragua                                                                          | 0 – 0                                                                              | Saint Kitts e Nevis                                                                | Amichevole                                                                         | -                                                                                  | 64’                                                                                |
| 24-3-2021                                                                          | San Cristóbal                                                                      | Saint Kitts e Nevis                                                                | 1 – 0                                                                              | Porto Rico                                                                         | Qual. Mondiali 2022                                                                | -                                                                                  | 65’ 75’                                                                            |
| 28-3-2021                                                                          | Nassau                                                                             | Bahamas                                                                            | 0 – 4                                                                              | Saint Kitts e Nevis                                                                | Qual. Mondiali 2022                                                                | 2                                                                                  | 87’                                                                                |
| 4-6-2021                                                                           | Basseterre                                                                         | Saint Kitts e Nevis                                                                | 3 – 0                                                                              | Guyana                                                                             | Qual. Mondiali 2022                                                                | 2                                                                                  | 77’                                                                                |
| 12-6-2021                                                                          | Basseterre                                                                         | Saint Kitts e Nevis                                                                | 0 – 4                                                                              | El Salvador                                                                        | Qual. Mondiali 2022                                                                | -                                                                                  |                                                                                    |
| 16-6-2021                                                                          | San Salvador                                                                       | El Salvador                                                                        | 2 – 0                                                                              | Saint Kitts e Nevis                                                                | Qual. Mondiali 2022                                                                | -                                                                                  |                                                                                    |
| 25-3-2022                                                                          | Andorra La Vella                                                                   | Andorra                                                                            | 1 – 0                                                                              | Saint Kitts e Nevis                                                                | Amichevole                                                                         | -                                                                                  |                                                                                    |
| 13-6-2022                                                                          | Basseterre                                                                         | Saint Kitts e Nevis                                                                | 1 – 1                                                                              | Saint-Martin                                                                       | CONCACAF Nations League 2022-2023 - 1º turno                                       | -                                                                                  |                                                                                    |
| 23-3-2023                                                                          | The Valley                                                                         | Saint-Martin                                                                       | 1 – 3                                                                              | Saint Kitts e Nevis                                                                | CONCACAF Nations League 2022-2023 - 1º turno                                       | -                                                                                  | 77’                                                                                |
| 28-3-2023                                                                          | Basseterre                                                                         | Saint Kitts e Nevis                                                                | 1 – 0                                                                              | Aruba                                                                              | CONCACAF Nations League 2022-2023 - 1º turno                                       | 2                                                                                  | 87’                                                                                |
| 21-6-2023                                                                          | Fort Lauderdale                                                                    | Saint Kitts e Nevis                                                                | 1 – 1 (5 - 3 dtr)                                                                  | Guyana francese                                                                    | Qual. Gold Cup 2023                                                                | -                                                                                  | 58’                                                                                |
| 24-6-2023                                                                          | Fort Lauderdale                                                                    | Trinidad e Tobago                                                                  | 3 – 0                                                                              | Saint Kitts e Nevis                                                                | Gold Cup 2023 - 1º turno                                                           | -                                                                                  | 63’                                                                                |
| 28-6-2023                                                                          | Saint Louis                                                                        | Saint Kitts e Nevis                                                                | 0 – 6                                                                              | Stati Uniti                                                                        | Gold Cup 2023 - 1º turno                                                           | -                                                                                  | 71’                                                                                |
| 8-9-2023                                                                           | Basseterre                                                                         | Saint Kitts e Nevis                                                                | 1 – 2                                                                              | Guadalupa                                                                          | CONCACAF Nations League 2023-2024 - 1º turno                                       | -                                                                                  | 12’ 82’                                                                            |
| 11-9-2023                                                                          | Gros Islet                                                                         | Saint Lucia                                                                        | 2 – 0                                                                              | Saint Kitts e Nevis                                                                | CONCACAF Nations League 2023-2024 - 1º turno                                       | -                                                                                  |                                                                                    |
| Totale                                                                             |                                                                                    | Presenze                                                                           | 17                                                                                 |                                                                                    | Reti                                                                               | 6                                                                                  |                                                                                    |